# East Coast Park
East Coast park est un parc national situé à Singapour, le long de la côte Sud-Est de la ville-état.
On peut y faire du roller en ligne et du cyclisme, ainsi que de la course à pied.
Le parc est construit uniquement sur des terres gagnées sur la mer dans les années 1970.